# Bitva u Balaklavy
Bitva u Balaklavy byla jednou z klíčových bitev Krymské války. Odehrála se 25. října 1854 u Balaklavy (tehdy na místě bývalé vesnice Kadikoj, dnes městské části Balaklavy) mezi spojenými vojsky Spojeného království, Druhého francouzského císařství a Osmanské říše na jedné straně a vojskem Ruského impéria na straně druhé.
Bitva proběhla v rámci prvního ze dvou ruských pokusů prorazit obléhání Sevastopolu a skončila nerozhodně.

## Útok britské lehké jízdy

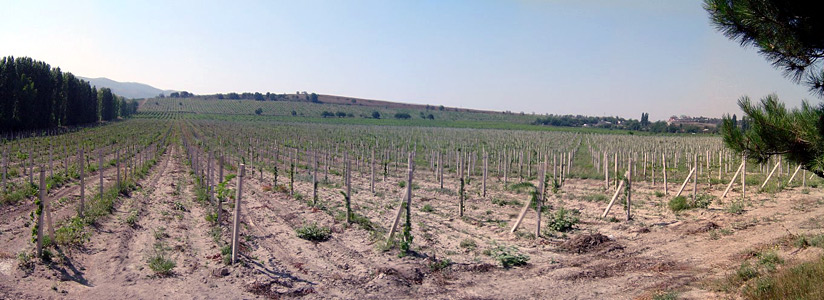
„Údolí smrti“ v roce 2005

V bitvě dostala britská lehká jízda sporný rozkaz zaútočit na postavení ruského dělostřelectva. Po průjezdu „Údolím smrti“ se Britům podařilo Rusy z postavení vytlačit, ale po obrovských ztrátách se museli s francouzskou pomocí stáhnout zpět. Ze 673 mužů jízdy bylo téměř 250 zabito nebo zraněno. Důvodem útoku byla dezinterpretace rozkazu, který byl původně vydán nikoliv k obsazení postavení ruského dělostřelectva, ale k zamezení ukořistění vlastních děl Rusy.